# Dečja vas, Trebnje
Dečja vas este o localitate din comuna Trebnje, Slovenia, cu o populație de 95 de locuitori.